# Місто-привид (фільм, 1936)
"Місто-привид" (англ. Ghost Town)  — вестерн 1936 року режисера Гаррі Л. Фрейзера з Гаррі Кері, Девідом Шарпом та Рут Фіндлі у головних ролях. 

## Сюжет
На старого шахтаря нападають злодії, але його врятує ковбой, який проїжджає повз. Ковбоя помилково звинувачують у нападі.

## У ролях
- Гаррі Кері — Гаррі Морган
- Девід Шарп — Бад
- Рут Фіндлі — Біллі Блер
- Джейн Новак — Роуз
- Лі Шамвей — бос Моррелл
- Ед Кессіді — шериф Блер
- Роджер Вільямс — Ганнон
- Філ Дангем — Ейб Ренкін
- Ерл Двайр — Джим Макколл
- Чак Моррісон — Блекі Гоукс

## Зовнішні посилання
- Місто-привид на сайті IMDb (англ.)